# تعلم تكاملي
التعليم التكاملي هي نظرية تعلم تصف الحركة نحو دمج الدروس لتساعد الطلاب في إنشاء روابط بين المناهج الدراسية. كما وأن هذا المصطلح التعلمي المتقدم، حركة «المنهج التكاملي»، يختلف عن التعليم الأساسي والثانوي.

## المصطلح والمفهوم
إن للتعليم التكاملي عدة أنواع وهي: مهارات متصلة ومعرفة من مصادر وتجارب عدة؛ وتطبيق المهارات وممارستها في سياقات عدة؛ وإستغلالها بشكل متنوع بما في ذلك وجهات النظر المتضاربة؛ وفهم القضايا والمواقف سياقيًا«.
.... وإنشاء روابط داخل فئة رئيسة بين التخصصات والحقول والمناهج والمعرفة الأكادمية والممارسة».

و تستلزم الدراسات المتكاملة جمع المواضيع التي عادةً ما تكون منفصلة لتعين الطلبة على الفهم بشكل منطقي ومترابط.
و أوضحت فيرونيكا مانسيلا، مؤسسة مشروع الدراسات متعددة التخصصات باسم «مشروع زيرو» «المشروع صفر (جوجل)» بأنه «عندما يتمكن الطلاب من جمع المفاهيم أو النظريات أو اللغات من تخصصين أو أكثر، أو المجالات المعروفة من الخبراء لتوضيح نظرية أو حل مشكلة أو إبتكار منتج أو طرح سؤال جديد» فهم يثبتون الفهم متعدد التخصصات. ولأكثر من عقد من الزمن، وفي كلية هارفارد للدراسات العليا تتم دراسة أبحاث مشروع زيرو على العمل متعدد التخصصات في عدة مجالات. وقد وجدوا أن الفهم متعدد التخصصات أمر بالغ الأهمية للطلاب ذوي التفكير المعاصر. ولا يزال التطوير المعرفي والنموذج الإجتماعي للتعلم متعدد التخصصات تحديًا.
و أشار موقع «إديوتيوبيا» "Edutopia" التعليمي إلى مدرسة سنترال يورك الإعدادية «المدرسة التي تعمل» بسبب نهجها الناجح في الدراسات المتكاملة. وعلى سبيل المثال، تعاون أستاذة التعيين المتقدم ومدرس الفنون لخلق مشروع تشاركي حيث يُكلف الطلبة بإنشاء نموذج إستنادًا القواعد المقدمة من قبل صف التعيين المتقدم الحكومي. وصرحت أستاذة التعيين المتقدم ديانا لاور بأن «مشاريع دراسات التخصصات المتعددة  [تهدف إلى] خلق إتصال بين المواضيع المختلفة وإلا فقد يبدو غير مترابط للعديد من الطلبة. ويعتبر إجراء البحوث بتأني للطرق التي يمكنك من خلالها دمج المعايير والمحتويات أمرًا مهمًا، إذا أردت القيام بتجربة صحيحة ومترابطة، لأن المحتويات لا تكون مجردة في العالم خارج الغرفة الصفية».

## المنهاج الطبي التكاملي
في العديد من الكليات الطبية الأكادمية في الولايات المتحدة، يشير المنهاج التكاملي إلى منهاج غير مجزء لتعلم العلوم الأساسية. وعلى النقيض من المنهاج الطبي التقليدي، الذي يفصل المواضيع مثل علم الأجنة وعلم وظائف الأعضاء وعلم الأمراض وعلم التشريح، ويعد المنهاج التكاملي بديلًا للمحاضرات في هذه المواضيع على مدى أول عامين. (جونز 1989) يُعنى المساق الدراسي، عوضًا عن ذلك، بدراسة أنظمة أعضاء الجسم (مثل «القلب والأوعية الدموية» أو «الجهاز الهضمي»). وعنصر رئيس آخر للمنهاج الطبي المتكامل هو التعلم القائم على حل المشكلات.

## مخرجات التعليم الإبتدائي
و قد أظهرت العديد من الدراسات بأن المنهاج متعدد التخصصات يدعم تعاون وتعلم الطلاب. وخصوصًا بدمج العلوم مع القراءة بتمعن وكتابة الدروس التي قد أظهرت تحسن فهم الطلاب في كلا المادتين العلوم والفنون اللغوية.
- أندراغوجيا
- بكالوريوس الآداب والعلوم
- موسوعي
- The Carnegie Foundation for the Advancement of Teaching
- نظرية كولب التعليمية
- إدراك موزع نفسيا
- تكامل الفنون
- جامعة نورث وسترن
- تداخل التخصصات
- تداخل التخصصات
- Knowledge integration
- النماذج التنظيمية المدرسية
- تعلم خدمي
- العبرمناهجية
- علم فريق العلوم

- أندراغوجيا
- بكالوريوس الآداب والعلوم
- موسوعي
- The Carnegie Foundation for the Advancement of Teaching
- نظرية كولب التعليمية
- إدراك موزع نفسيا
- تكامل الفنون
- جامعة نورث وسترن
- تداخل التخصصات
- تداخل التخصصات
- Knowledge integration
- النماذج التنظيمية المدرسية
- تعلم خدمي
- العبرمناهجية
- علم فريق العلوم